# Jason Spezza
Jason Rocco Anthony Spezza (* 13. června 1983 Mississauga, Ontario) je bývalý kanadský hokejový útočník, naposledy hrál v NHL za klub Toronto Maple Leafs. Prosadil se rovněž do národního týmu Kanady a reprezentoval na několika vrcholných akcích.

## Juniorská hráčská kariéra
Do vrcholného juniorského hokeje se prosadil v sezóně 1998/99, kdy hrál v Ontarijské hokejové lize za klub Brampton Battalion. Dosáhl vynikajícího průměru přes 1 bod na zápas. V dalších sezonách hrál stejnou soutěž za Mississauga IceDogs, Windsor Spitfires a Belleville Bulls.

## Kariéra vNHL
Ve vstupním draftu NHL byl v roce 2001 vybrán jako celkově druhý týmem Ottawa Senators (první byl tehdy vybrán Ilja Kovalčuk). První sezónu strávil v klubech OHL a AHL, v NHL debutoval v sezóně 2002/2003. Od té doby klubový dres v NHL nezměnil, výjimkou byla sezóna 2004/2005, kdy kvůli výluce v NHL hrál za Binghamton Senators v American Hockey League. V NHL do konce sezóny 2009/2010 nasbíral celkem 475 bodů a 171 gólů v 464 utkáních, bodový průměr má tedy více než 1 bod na utkání. Výraznějšímu prosazení v individuálních statistikách mu v jeho nejlepších sezónách zabránila zranění, pro která část utkání vynechal. Největšího týmového úspěchu dosáhl s Ottavou v sezóně 2006/2007, kdy si zahrál finále Stanley Cupu.

## Reprezentační kariéra
Na významném turnaji poprvé reprezentoval v roce 2000. Již jako šestnáctiletý hrál tehdy na mistrovství světa juniorů do 20 let a získal bronzovou medaili. Na vrcholném turnaji této věkové kategorie získal medaile i v následujících dvou letech. V seniorské reprezentaci získal dvě stříbrné medaile na mistrovství světa v letech 2008 a 2009. V roce 2009 se spolu s Niko Kapanenem a Stevem Stamkosem stal králem střelců.

## Soukromý život
Narodil se v kanadském městě Mississauga do rodiny italských přistěhovalců Rina a Donny Spezzových. Má o tři roky mladší sourozence, dvojčata Michelle a Matthewa. V červenci 2009 si v Ottawě vzal svoji přítelkyni Jennifer Snellovou. Mají spolu čtyři dcery.
V únoru 2024 zemřel na předávkování jeho mladší bratr Matthew ve věku sedmatřiceti let.

## Prvenství
- Debut v NHL – 24. října 2002 (Boston Bruins proti Ottawa Senators)
- První asistence v NHL – 24. října 2002 (Boston Bruins proti Ottawa Senators)
- První gól v NHL – 29. října 2002 (Philadelphia Flyers proti Ottawa Senators, českému brankáři Romanu Čechmánekovi)
- První hattrick v NHL – 9. února 2008 (Ottawa Senators proti Montreal Canadiens)

## Klubové statistiky
| Sezóna       | Klub                   | Soutěž       |      | Základní část | Základní část | Základní část | Základní část | Základní část |    | Play off | Play off | Play off | Play off | Play off |
| Sezóna       | Klub                   | Soutěž       | Z    | G             | A             | B             | TM            | Z             | G  | A        | B        | TM       |          |          |
| 1998–99      | Brampton Battalion     | OHL          | 67   | 22            | 49            | 71            | 18            | —             | —  | —        | —        | —        |          |          |
| 1999–00      | Mississauga IceDogs    | OHL          | 52   | 24            | 37            | 61            | 33            | —             | —  | —        | —        | —        |          |          |
| 2000–01      | Mississauga IceDogs    | OHL          | 15   | 7             | 23            | 30            | 11            | —             | —  | —        | —        | —        |          |          |
| 2000–01      | Windsor Spitfires      | OHL          | 41   | 36            | 50            | 86            | 32            | 9             | 4  | 5        | 9        | 10       |          |          |
| 2001–02      | Windsor Spitfires      | OHL          | 27   | 19            | 26            | 45            | 16            | —             | —  | —        | —        | —        |          |          |
| 2001–02      | Belleville Bulls       | OHL          | 26   | 23            | 37            | 60            | 26            | 11            | 5  | 6        | 11       | 18       |          |          |
| 2001–02      | Grand Rapids Griffins  | AHL          | —    | —             | —             | —             | —             | 3             | 1  | 0        | 1        | 2        |          |          |
| 2002–03      | Binghamton Senators    | AHL          | 43   | 22            | 32            | 54            | 71            | 2             | 1  | 2        | 3        | 4        |          |          |
| 2002–03      | Ottawa Senators        | NHL          | 33   | 7             | 14            | 21            | 8             | 3             | 1  | 1        | 2        | 0        |          |          |
| 2003–04      | Ottawa Senators        | NHL          | 78   | 22            | 33            | 55            | 71            | 3             | 0  | 0        | 0        | 2        |          |          |
| 2004–05      | Binghamton Senators    | AHL          | 80   | 32            | 85            | 117           | 50            | 6             | 1  | 3        | 4        | 6        |          |          |
| 2005–06      | Ottawa Senators        | NHL          | 68   | 19            | 71            | 90            | 33            | 10            | 5  | 9        | 14       | 2        |          |          |
| 2006–07      | Ottawa Senators        | NHL          | 67   | 34            | 53            | 87            | 45            | 20            | 7  | 15       | 22       | 10       |          |          |
| 2007–08      | Ottawa Senators        | NHL          | 76   | 34            | 58            | 92            | 66            | 4             | 0  | 1        | 1        | 0        |          |          |
| 2008–09      | Ottawa Senators        | NHL          | 82   | 32            | 41            | 73            | 79            | —             | —  | —        | —        | —        |          |          |
| 2009–10      | Ottawa Senators        | NHL          | 60   | 23            | 34            | 57            | 20            | 6             | 1  | 6        | 7        | 4        |          |          |
| 2010–11      | Ottawa Senators        | NHL          | 62   | 21            | 36            | 57            | 28            | —             | —  | —        | —        | —        |          |          |
| 2011–12      | Ottawa Senators        | NHL          | 80   | 34            | 50            | 84            | 36            | 7             | 3  | 2        | 5        | 8        |          |          |
| 2012–13      | Rapperswil–Jona Lakers | NLA          | 28   | 9             | 21            | 30            | 12            | —             | —  | —        | —        | —        |          |          |
| 2012–13      | Ottawa Senators        | NHL          | 5    | 2             | 3             | 5             | 2             | 3             | 0  | 1        | 1        | 0        |          |          |
| 2013–14      | Ottawa Senators        | NHL          | 75   | 23            | 43            | 66            | 46            | —             | —  | —        | —        | —        |          |          |
| 2014–15      | Dallas Stars           | NHL          | 82   | 17            | 45            | 62            | 28            | —             | —  | —        | —        | —        |          |          |
| 2015–16      | Dallas Stars           | NHL          | 75   | 33            | 30            | 63            | 22            | 13            | 5  | 8        | 13       | 2        |          |          |
| 2016–17      | Dallas Stars           | NHL          | 68   | 15            | 35            | 50            | 29            | —             | —  | —        | —        | —        |          |          |
| 2017–18      | Dallas Stars           | NHL          | 78   | 8             | 18            | 26            | 12            | —             | —  | —        | —        | —        |          |          |
| 2018–19      | Dallas Stars           | NHL          | 76   | 8             | 19            | 27            | 29            | 11            | 3  | 2        | 5        | 0        |          |          |
| 2019–20      | Toronto Maple Leafs    | NHL          | 58   | 9             | 16            | 25            | 18            | 5             | 0  | 0        | 0        | 9        |          |          |
| 2020–21      | Toronto Maple Leafs    | NHL          | 54   | 10            | 20            | 30            | 6             | 7             | 3  | 2        | 5        | 4        |          |          |
| 2021–22      | Toronto Maple Leafs    | NHL          | 71   | 12            | 13            | 25            | 26            | 5             | 0  | 1        | 1        | 2        |          |          |
| Celkem v NHL | Celkem v NHL           | Celkem v NHL | 1248 | 363           | 632           | 995           | 604           | 97            | 28 | 48       | 76       | 43       |          |          |

## Reprezentace
| Rok                       | Tým                       | Soutěž                    | Z  | G  | A  | B  | TM |
| ------------------------- | ------------------------- | ------------------------- | -- | -- | -- | -- | -- |
| 2000                      | Kanada                    | MSJ                       | 7  | 0  | 2  | 2  | 2  |
| 2001                      | Kanada                    | MSJ                       | 7  | 3  | 3  | 6  | 2  |
| 2002                      | Kanada                    | MSJ                       | 7  | 0  | 4  | 4  | 8  |
| 2008                      | Kanada                    | MS                        | 9  | 1  | 2  | 3  | 0  |
| 2009                      | Kanada                    | MS                        | 9  | 7  | 4  | 11 | 2  |
| 2011                      | Kanada                    | MS                        | 7  | 4  | 3  | 7  | 4  |
| 2015                      | Kanada                    | MS                        | 10 | 6  | 8  | 14 | 2  |
| Juniorská kariéra celkově | Juniorská kariéra celkově | Juniorská kariéra celkově | 21 | 3  | 9  | 12 | 12 |
| Seniorská kariéra celkově | Seniorská kariéra celkově | Seniorská kariéra celkově | 35 | 18 | 17 | 35 | 8  |